# Stortötar gård
Stortötar gård (finska: Isoteutarin kartano) är en herrgård i Lojo i det finländska landskapet Nyland. Gården är Stortötar bys stamhemman och före detta rusthåll till Biskops. Den nuvarande huvudbyggnaden byggdes på 1800-talet. Idag är gården i privat ägo.

## Historia och arkitektur
Av Stortötar gårds medeltida ägare känner man nämndemannen Lars från 1508 och Olof Larsson från 1532. På 1600-talet blev tre olika hemman delar av Stortötar. En av gårdens mest inflytelserika ägare var kungliga skattmästaren Thomas Teuterström som adlades med namnet Adlercreutz. Han ägde gården mellan 1686 och 1710. År 1694 hade gården inga torp. År 1800 hade gården tre torp och år 1900 hade gården tillsammans sex torp. Stortötar gård hade även en egen kvarn.
En gammal björkallé leder till Stortötar från norra sidan av gården. Vägen har förr varit en del av den gamla Raseborgs slottsväg.

### Huvudbyggnad
Stortötar gårds huvudbyggnad byggdes mellan 1845 och 1846. Timmerbyggnaden ritades av K. J. E. Gustafsson och den representerar empirstil. Byggnaden har en veranda på gårdssidan och en balkong på verandan. Byggnaden renoverades grundligt på 1950-talet och på 1980-talet. Museiverket övervakade renoveringen på 1980-talet. Det finns tretton rum i byggnaden varav fyra finns på vinden.
Till den ursprungliga inredningen hörde bland annat vitt-grönt möblemang i empirstil, ljuskrona i gustaviansk stil och silverskål som båda köptes från Gerknäs, ett gammalt taffelpiano samt en värdefull spegel i empirstil och ett bord med marmorplatta. Lagman Adlercreutz köpte spegeln med änglamotiv från hovet i Stockholm. Det berättas att spegeln tillhörde prins Karl August.
Omkring huvudbyggnaden finns en äppelträdgård och park från 1700-talet.

### Övriga byggnader
Stortötar gårds gammal huvudbyggnad från 1700-talet är belägen bredvid den nuvarande huvudbyggnaden. Byggnaden höjdes med en våning på 1830-talet. Till gårdens ekonomibyggnader hör bland annat arbetarbostaden från 1910, stenladugård i gråsten från 1908, oxstall i sten från 1851 och spannmålsmagasin i sten.

## Ägare
Lista över Stortötar gårds ägare:
| Namn                                         | År        | Övrig information                        |
| -------------------------------------------- | --------- | ---------------------------------------- |
| Lars                                         | 1508      | nämndeman                                |
| Olof Larsson                                 | 1532      |                                          |
| Bengt Larsson                                | 1540-1554 |                                          |
| Eskil Bengtsson                              | 1556-1605 |                                          |
| Erik Mårtensson                              | 1609-1654 | ryttare                                  |
| Anna Tomasdotter                             | 1654-1656 | Eriks änka                               |
| Tomas Jakobsson                              | 1662      |                                          |
| Tomas Eriksson                               | 1665      | Tomas svåger                             |
| Henrik Eriksson                              | 1666-1695 | Tomas broder, Skolmästare                |
| Thomas Teuterström                           | 1686-1710 | adlad Adlercreutz, kunglig skattmästare  |
| Thomasin perinkunta                          | 1710-1721 |                                          |
| Anna Katarina Adlermarckin lapset            | 1722-1780 | Anna var dotter till Thomas              |
| Johan Reilin                                 | 1781-1785 | kaplan                                   |
| Torsten Jägerhorn af Storby                  | 1786-1805 | kapten                                   |
| Anders Collin                                | 1806-1810 | prost                                    |
| Karl Henrik Adlercreutz                      | 1811-1832 | lagman                                   |
| Adlercreutzin perikunta                      | 1831-1865 |                                          |
| Johan Gustav Florin                          | 1865-1883 | Karl Aldercreutz svärson, krigskamrerare |
| Karl Gabriel Thiodolf Rein                   | 1883-1919 | Johans svärson, verkligt statsråd        |
| Mathilda Schulman f. Rein & Hilda Maria Rein |           |                                          |

## Läs mer
- Rein, Gabriel: Historiska anteckningar om Stortötar gård i Lojo socken, Hembygdsforskningens vänner i Lojo (1918)